# Terremoto de Simeulue 2008

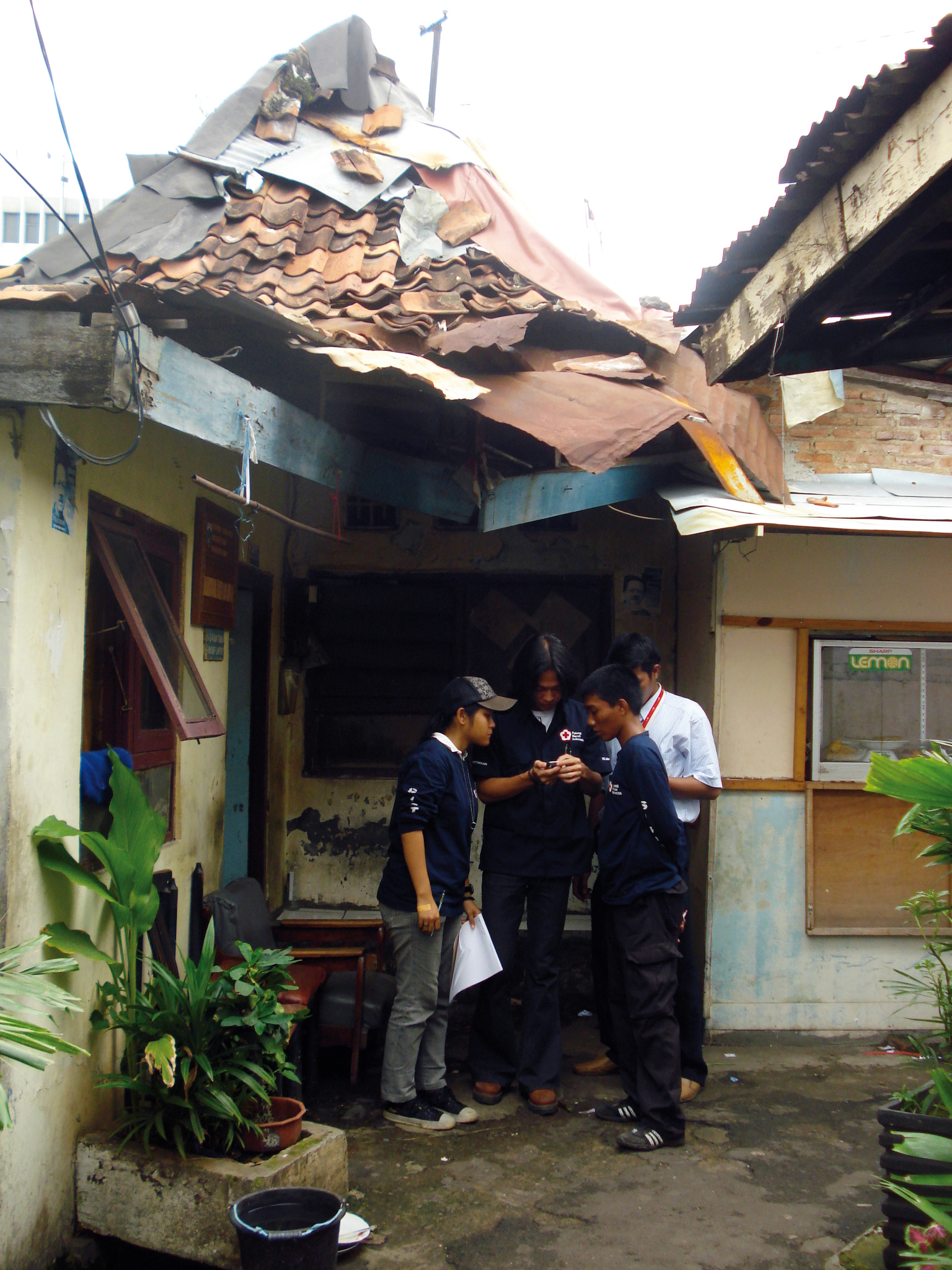
Evaluación de daños por la Cruz Roja de Indonesia.

El 20 de febrero de 2008, un terremoto con una magnitud de momento de 7,4 sacudió la costa de Sumatra a una profundidad de hipocentro de 26 km. El terremoto tuvo un epicentro ubicado en la isla de Simeulue, al noroeste del Monte Sinabung, un pequeño pueblo de la isla. Tres personas murieron y otras 25 resultaron gravemente heridas como resultado del terremoto.

## Entorno tectónico
La costa occidental de Sumatra está dominada por el megatrust de Sunda; un límite convergente de 5.000 km de largo donde la placa indoaustraliana se subduce debajo de la placa de Birmania y la placa de la Sonda a una velocidad de 60 mm / año. La zona de subducción frente a la costa de Sumatra ha sido responsable de varios grandes terremotos en 2004 y 2005.

## Terremoto
El terremoto de Simeulue ocurrió como resultado de una falla de empuje a lo largo de la zona de subducción donde se encuentran las placas de Australia y Birmania. El terremoto tuvo un epcentro cercano a otro terremoto de magnitud 7,4 en 2002. Eso se consideró un anticipo del evento de 2004. El parche de ruptura para el evento de 2008 se encuentra entre el área de ruptura sur del terremoto de 2004 y la ruptura norte de otro terremoto de 2005. Antes de este terremoto, esa sección del mega empuje se consideraba una brecha sísmica que se rompió por última vez en 1797. No se consideró una réplica de los terremotos de 2004 o 2005. Durante el terremoto de 2008, un área de ruptura circular con un diámetro de 60 km se rompió y se deslizó 2,2 metros como máximo.

### Daños y bajas
Se informó que tres personas murieron y 25 sufrieron heridas graves por el terremoto. El terremoto dañó muchos edificios en Simeulue debido al fuerte temblor del suelo. Se sintió en el norte de Sumatra, la península de Malaca, Singapur e incluso Tailandia. Esto provocó la evacuación de muchos residentes a lo largo de la costa de Sumatra por temor a un tsunami.